# Factorial
| n      | n!                      |
| ------ | ----------------------- |
| 0      | 1                       |
| 1      | 1                       |
| 2      | 2                       |
| 3      | 6                       |
| 4      | 24                      |
| 5      | 120                     |
| 6      | 720                     |
| 7      | 5040                    |
| 8      | 40320                   |
| 9      | 362880                  |
| 10     | 3628800                 |
| 11     | 39916800                |
| 12     | 479001600               |
| 13     | 6227020800              |
| 14     | 87178291200             |
| 15     | 1307674368000           |
| 16     | 20922789888000          |
| 17     | 355687428096000         |
| 18     | 6402373705728000        |
| 19     | 121645100408832000      |
| 20     | 2432902008176640000     |
| 25     | 1,551121004×1025        |
| 50     | 3,041409320×1064        |
| 70     | 1,197857167×10100       |
| 100    | 9,332621544×10157       |
| 450    | 1,733368733×101.000     |
| 1000   | 4,023872601×102.567     |
| 3249   | 6,412337688×1010.000    |
| 10000  | 2,846259681×1035.659    |
| 25206  | 1,205703438×10100.000   |
| 100000 | 2,824229408×10456.573   |
| 205023 | 2,503898932×101.000.004 |
| 1000   | 8,263931688×105.565.708 |
| 10100  | 109,956570552×10101     |

En matemàtiques, el factorial d'un enter no negatiu {\displaystyle n}, denotat per {\displaystyle n!} (en alguns llibres antics es pot trobar denotat per {\displaystyle {\begin{array}{|c}n\\\hline \end{array}}}), és el producte de tots els nombres enters positius inferiors o iguals a {\displaystyle n}.
{\displaystyle n!=1\times 2\times 3\times 4\times ...\times n}
Per exemple,
{\displaystyle 5!=1\times 2\times 3\times 4\times 5=120}
El valor de {\displaystyle 0!} és 1, d'acord amb la convenció d'un producte buit.
L'operació factorial es troba en moltes àrees de les matemàtiques, principalment en combinatòria, àlgebra i anàlisi matemàtica. La seva aparició més bàsica és el fet que hi ha {\displaystyle n!} formes d'organitzar objectes diferents en una seqüència (és a dir, permutacions del conjunt d'objectes). Aquest fet ja era conegut pels erudits indis, almenys ja al segle xii. En 1677, Fabian Stedman va descriure els factorials aplicats per canviar el timbre. Després de descriure un enfocament recursiu, Stedman va donar una declaració de factorial (usant el llenguatge de l'original):
| « | Ara, la naturalesa d'aquests mètodes és tal, que els canvis d'un número comprenen [inclosos] els canvis en tots els nombres inferiors, ... de manera que el canvi d'un nombre en un repicament complet sembla que es forma mitjançant la unió dels repicaments complets de tots els nombres inferiors en un cos sencer; | » |

La notació {\displaystyle n!} va ser introduïda pel matemàtic francès Christian Kramp el 1808.
La definició de la funció factorial també es pot ampliar a arguments no enters, tot conservant les seves propietats més importants; això implica matemàtiques més avançades, especialment tècniques d'anàlisi matemàtica.

## Definició
La funció factorial està definida formalment pel producte
{\displaystyle {\begin{aligned}n!&=\prod _{k=1}^{n}k\\&=1\cdot 2\cdot 3\cdots (n-2)\cdot (n-1)\cdot n\\&=n(n-1)(n-2)\cdots (2)(1)\\\end{aligned}}}
inicialment per enters {\displaystyle n\geq 1}, i resultant en aquesta relació de recurrència fonamental:
{\displaystyle (n+1)!=(n+1)\cdot n!}.
Per exemple:
{\displaystyle {\begin{aligned}5!&=5\cdot 4!\\6!&=6\cdot 5!\\50!&=50\cdot 49!\\\end{aligned}}}

### 0!
Perquè aquesta relació de recurrència s'estengui a {\displaystyle n=0}, cal definir
{\displaystyle 0!=1}
i que
{\displaystyle 1!=1\cdot 0!=1\ .}
Altres conseqüències que indiquen definir {\displaystyle 0!=1} i la convenció que el resultat de multiplicar cap nombre sigui 1 és:
- Hi ha exactament una permutació de 0 objectes (sense res per permutar, «tot» es deixa en el seu lloc).
- Fa que moltes identitats en combinatòria siguin vàlides per a totes les mides aplicables. El nombre de maneres d'escollir 0 elements del conjunt buit és

{\displaystyle {\tbinom {0}{0}}={\tfrac {0!}{0!0!}}=1}.
Més generalment, la quantitat de formes de triar (tots) {\displaystyle n} elements entre un conjunt de {\displaystyle n} és
{\displaystyle {\tbinom {n}{n}}={\tfrac {n!}{n!0!}}=1}.
- Permet l'expressió compacta de moltes fórmules, com la funció exponencial, com una sèrie de potències:

{\displaystyle e^{x}=\sum _{n=0}^{\infty }{\frac {x^{n}}{n!}}.}

### Factorial d'un no-enter
La funció factorial també es pot definir per a valors no-enters a partir de matemàtiques més avançades (la funció gamma, {\displaystyle n!=\Gamma (n+1)}), detallat a la secció Ampliació de factorial a valors d'argument no-enter. Aquesta definició més generalitzada és utilitzada per calculadores avançades i programari matemàtic com Maple o Mathematica.

## Aplicacions
Encara que la funció factorial té els seus orígens en combinatòria, les fórmules que impliquen factorials es donen en moltes àrees de les matemàtiques.
- Hi ha {\displaystyle n!} diferents maneres d'ordenar objectes diferents en una seqüència, les permutacions d'aquests objectes.[8][9]
- Sovint, els factorials apareixen al denominador d'una fórmula per explicar el fet que l'ordre s'ha d'ignorar. Un exemple clàssic és explicar k-combinacions (subconjunts de {\displaystyle k} elements) d'un conjunt amb {\displaystyle n} elements. Es pot obtenir aquesta combinació escollint una k-permutació: seleccionant i eliminant successivament un element del conjunt, {\displaystyle k} vegades, per a un total de

{\displaystyle n^{\underline {k}}=n(n-1)(n-2)\cdots (n-k+1)}
possibilitats. Tanmateix, això produeix les k-combinacions en un ordre concret que un vol ignorar; ja que cada k-combinació s'obté en {\displaystyle k!} de manera diferent, el nombre correcte de combinacions {\displaystyle k} és
{\displaystyle {\frac {n^{\underline {k}}}{k!}}={\frac {n(n-1)(n-2)\cdots (n-k+1)}{k(k-1)(k-2)\cdots (1)}}.}
Aquest nombre es coneix com el coeficient binomial {\displaystyle {\tbinom {n}{k}}}, perquè també és el coeficient de {\displaystyle X^{k}}en {\displaystyle (1+X)^{n}}
{\displaystyle (a+b)^{n}={n \choose 0}a^{n}+{n \choose 1}a^{n-1}b+{n \choose 2}a^{n-2}b^{2}+\cdots +{n \choose n-1}ab^{n-1}+{n \choose n}b^{n}=\sum _{k=0}^{n}{n \choose k}a^{n-k}b^{k}}
- De forma similar que el binomi de Newton, es pot trobar en la derivació per la regla del producte per derivades d'ordre superior:

{\displaystyle {\frac {d^{n}x}{dx^{n}}}(f(x)g(x))=(fg)^{(n)}={n \choose 0}fg^{(n)}+{n \choose 1}f^{'}g^{(n-1)}+{n \choose 2}f^{''}g^{(n-2)}+\cdots +{n \choose n-1}f^{(n-1)}g^{'}+{n \choose n}f^{(n)}g=\sum _{k=0}^{n}{n \choose k}f^{(k)}g^{(n-k)}}
on {\displaystyle f^{n}}és la n-èsima derivada de la funció {\displaystyle f}.
- Els factorials es produeixen en l'àlgebra per diversos motius, com per exemple a través dels coeficients esmentats de la fórmula binomial, o per mitjà de la mitjana de permutacions per simetrizació de determinades operacions.
- Els factorials també apareixen al càlcul infinitesimal; per exemple, es produeixen en els denominadors dels termes de la fórmula de Taylor,[11] on s'utilitzen com a termes de compensació perquè la derivada de {\displaystyle x^{n}} és equivalent a {\displaystyle n!}.

{\displaystyle f(x)=f(a)+{\frac {f'(a)}{1!}}(x-a)+{\frac {f^{(2)}(a)}{2!}}(x-a)^{2}+\cdots +{\frac {f^{(n)}(a)}{n!}}(x-a)^{n}+R}
- Els factorials també s'utilitzen molt sovint en la teoria de la probabilitat.[12]
- Els factorials poden ser útils per facilitar la manipulació de l'expressió. Per exemple, es pot escriure el nombre de k-permutacions de {\displaystyle n} com

{\displaystyle n^{\underline {k}}={\frac {n!}{(n-k)!}};}
mentre que això és ineficient com un mitjà per calcular aquest nombre, pot servir per provar una propietat de simetria dels coeficients binomials:
{\displaystyle {\binom {n}{k}}={\frac {n^{\underline {k}}}{k!}}={\frac {n!}{(n-k)!k!}}={\frac {n^{\underline {n-k}}}{(n-k)!}}={\binom {n}{n-k}}.}
- Es pot mostrar la funció factorial, utilitzant la regla de la potència, per ser

{\displaystyle {\begin{aligned}n!&=D^{n}(x^{n})\\&={\frac {d^{n}}{dx^{n}}}(x^{n})\\\end{aligned}}}
on {\displaystyle D^{n}x^{n}} és la notació d'Euler per la n-èsima derivada de {\displaystyle x^{n}.}

## Taxa de creixement i aproximacions per angrans

Gràfica del logaritme natural del factorial

A mesura que {\displaystyle n} creix, el factorial {\displaystyle n!} augmenta més ràpidament que tots els polinomis i les funcions exponencials (però més lentes que les funcions exponencials dobles) de grau {\displaystyle n}.
La majoria d'aproximacions per a {\displaystyle n!} es basen en aproximar el seu logaritme natural
{\displaystyle \ln n!=\sum _{x=1}^{n}\ln x.}
La gràfica de la funció {\displaystyle f(n)=\ln n!} es mostra a la figura de la dreta. Es veu aproximadament lineal per a tots els valors raonables de n, però aquesta intuïció és falsa.
Obtenim una de les aproximacions més senzilles per a {\displaystyle \ln n!} limitant la suma amb una integral per dalt i per sota:
{\displaystyle \int _{1}^{n}\ln x\,dx\leq \sum _{x=1}^{n}\ln x\leq \int _{0}^{n}\ln(x+1)\,dx}
que ens dona l'estimació
{\displaystyle n\ln \left({\frac {n}{e}}\right)+1\leq \ln n!\leq (n+1)\ln \left({\frac {n+1}{e}}\right)+1.}
Per tant, {\displaystyle \ln n!\sim n\ln n} (vegeu notació O gran). Aquest resultat té un paper clau en l'anàlisi de la complexitat computacional dels algorismes d'ordenació (vegeu ordenació per comparació). Des dels límits a ln n! deduït anteriorment tenim
{\displaystyle e\left({\frac {n}{e}}\right)^{n}\leq n!\leq e\left({\frac {n+1}{e}}\right)^{n+1}.}
De vegades és pràctic utilitzar estimacions més febles però més senzilles. Utilitzant la fórmula anterior, es mostra fàcilment que per a tots els {\displaystyle n} tenim {\displaystyle (n/3)^{n}<n!}, i per a tots els {\displaystyle n\geq 6} tenim {\displaystyle n!<(n/2)^{n}}.

Comparació entre factorial (punts blaus), la funció gamma (línia blava) i la fórmula de Stirling (línia lila)

Per a n grans podem obtenir una estimació millor per al número {\displaystyle n!} utilitzant l'aproximació de Stirling:
{\displaystyle n!\sim {\sqrt {2\pi n}}\left({\frac {n}{e}}\right)^{n}.}
Això prové d'una sèrie asimptòtica del logaritme, i {\displaystyle n!} es troba entre aquesta i la següent aproximació:
{\displaystyle {\sqrt {2\pi n}}\left({\frac {n}{e}}\right)^{n}<n!<{\sqrt {2\pi n}}\left({\frac {n}{e}}\right)^{n}e^{\frac {1}{12n}}.}
Una altra aproximació per a {\displaystyle \ln n!} va ser donada per Srinivasa Ramanujan (Ramanujan 1988)
{\displaystyle \ln n!\approx n\ln n-n+{\frac {\ln(n(1+4n(1+2n)))}{6}}+{\frac {\ln(\pi )}{2}}}
o
{\displaystyle n!\approx {\sqrt {2\pi n}}\left({\frac {n}{e}}\right)^{n}[1+1/(2n)+1/(8n^{2})]^{1/6}.}
Tant aquest com el {\displaystyle {\sqrt {2\pi n}}\left({\frac {n}{e}}\right)^{n}e^{\frac {1}{12n}}} donar un error relatiu de l'ordre {\displaystyle 1/n^{3}}, però Ramanujan és quatre vegades més precís. No obstant això, si utilitzem dos termes de correcció (com en l'aproximació de Ramanujan) l'error relatiu serà de l'ordre {\displaystyle 1/n^{5}}:
{\displaystyle n!\approx {\sqrt {2\pi n}}\left({\frac {n}{e}}\right)^{n}\exp \left({{\frac {1}{12n}}-{\frac {1}{360n^{3}}}}\right)}

## Computació
Si l'eficiència no és una preocupació, la computació de factorials és trivial des d'un punt de vista algorítmic: multiplicant successivament una variable inicialitzada a 1 pels nombres enters fins a {\displaystyle n} (si n'hi ha cap) calcularà {\displaystyle n!}.
En llenguatges funcionals, sovint s'aplica directament la definició recursiva per il·lustrar funcions recursives.
{\displaystyle n!={\begin{cases}1,&n=0\\n\cdot (n-1)!,&n>0\end{cases}}}
Aquest algorisme es pot escriure en C++ utilitzant la funció recursiva:
```
int
 
factorial
(
int
 
n
)
 
{

if
(
n
 
==
 
0
)
 
return
 
1
;

return
 
n
*
factorial
(
n
 
-
 
1
);

}

```

Amb el llenguatge de programació Python es pot calcular el factorial d'enters arbitràriament grans, limitat només per la memòria disponible. En un Intel Pentium 4, per exemple, el càlcul de 10.000! només triga uns pocs segons. El resultat té 35.660 dígits en notació decimal, amb els últims 2.499 dígits que són tots zeros.
```
#!/usr/bin/env python3

# Syntax: Python 3.3.0

n
 
=
 
int
(
input
(
'Factorial de n = '
))

f
 
=
 
1

for
 
i
 
in
 
range
(
1
,
 
n
 
+
 
1
):

 
f
 
=
 
f
 
*
 
i

print
(
n
,
'! = '
,
f
)

```

```
#!/usr/bin/env python

# Syntax: Python 2.7

n
 
=
 
int
(
raw_input
(
'Factorial de n = '
))

f
 
=
 
1

for
 
i
 
in
 
range
(
1
,
 
n
 
+
 
1
):

 
f
 
=
 
f
 
*
 
i

print
 
n
,
'! = '
,
f

```

La principal dificultat pràctica en la computació del factorial és la mida del resultat. Per assegurar que el resultat exacte s'adapti a tots els valors calculats, fins i tot el tipus d'enter més petit (enters amb signe de 8 bits) sovint requereix més de 700 bits, de manera que cap especificació raonable d'una funció factorial amb tipus de mida fixa pot evitar qüestions de desbordament. Els valors {\displaystyle 12!} i {\displaystyle 20!} són els factorials més grans que es poden emmagatzemar, respectivament, en els enters de 32 bits i 64 bits que s'utilitzen habitualment en ordinadors personals, tot i que molts llenguatges de programació admeten tipus d'enters de longitud variable capaços de calcular valors molt grans. La representació de punt flotant d'un resultat aproximat permet anar una mica més lluny, però això també es manté bastant limitat pel possible desbordament. La majoria de les calculadores utilitzen la notació científica amb exponents decimals de dos dígits, i el factor més gran que s'adapta és {\displaystyle 69!}, perquè {\displaystyle 69!<10^{100}<70!}. Altres implementacions (com per exemple, programes informàtics com ara programes de full de càlcul) solen manejar valors més grans.
La majoria de les aplicacions per a ordinadors calcularan factorials petits mitjançant la multiplicació directa o la consulta de taules. Es poden aproximar valors factorials més grans mitjançant la fórmula de Stirling. Wolfram Alpha pot calcular resultats exactes per a la funció del sostre i la funció del sòl aplicada al logaritme binari, logaritme natural i logaritme decimal de {\displaystyle n!} per valors de fins a {\displaystyle 249.999!}, i fins a {\displaystyle 20.000.000!} per als enters.
Si es necessiten els valors exactes de grans factorials, es poden calcular utilitzant aritmètica de precisió arbitrària. En lloc de fer la seqüència de multiplicacions {\displaystyle ((1\times 2)\times 3)\times 4\times \cdots }, un programa pot dividir la seqüència en dues parts, els productes tenen aproximadament la mateixa mida i multiplicar-les utilitzant un mètode de divideix i guanyaràs. Això sovint és més eficient.
La millor eficiència asimptòtica s'obté mitjançant la computació de {\displaystyle n!} des de la seva factorització en nombres primers. Com va documentar Peter Borwein, la factorització en nombres primers permet a {\displaystyle n!} computar a temps {\displaystyle O(n(\log n\log \log n)^{2})}, sempre que s'utilitzi un algoritme de multiplicació ràpid (per exemple, l'algoritme de Schönhage-Strassen). Peter Luschny presenta el codi font i punts de referència per a diversos algorismes factorials eficients, amb l'ús d'un sedàs de primers o no.

## Teoria de nombres
Els factorials tenen moltes aplicacions en la teoria de nombres. En particular, {\displaystyle n!} és necessàriament divisible per tots els nombres primers fins i incloent {\displaystyle n}. Com a conseqüència, {\displaystyle n\geq 5} és un nombre compost si i només si
{\displaystyle (n-1)!\ \equiv \ 0{\pmod {n}}.}
Un resultat més sòlid és el teorema de Wilson, que afirma que
{\displaystyle (p-1)!\ \equiv \ -1{\pmod {p}}}
si i només si {\displaystyle p} és primer.
La fórmula de Legendre dona la multiplicitat del nombre primer {\displaystyle p} que es produeix en la factorització principal de {\displaystyle n!} com
{\displaystyle \sum _{i=1}^{\infty }\left\lfloor {\frac {n}{p^{i}}}\right\rfloor }
o de forma equivalent 
{\displaystyle {\frac {n-s_{p}(n)}{p-1}},}
on {\displaystyle s_{p}(n)} denota la suma dels dígits estàndard en base {\displaystyle p} de {\displaystyle n}.
Afegint 1 a {\displaystyle n!} es produeix un nombre divisible per un valor superior a {\displaystyle n}. Aquest fet es pot utilitzar per demostrar en el teorema d'Euclides que el nombre de primers és infinit. Els nombres primers de la forma {\displaystyle n!\pm 1} es diuen nombres primers factorials.

## Sèries recíproques
Els recíprocs de factorials produeixen una sèrie convergent, la suma del qual és el nombre d'Euler ({\displaystyle e}):
{\displaystyle \sum _{n=0}^{\infty }{\frac {1}{n!}}={\frac {1}{1}}+{\frac {1}{1}}+{\frac {1}{2}}+{\frac {1}{6}}+{\frac {1}{24}}+{\frac {1}{120}}+\cdots =e\,.}
Encara que la suma d'aquesta sèrie és un nombre irracional, és possible multiplicar els factorials per enters positius per produir una sèrie convergent amb una suma racional:
{\displaystyle \sum _{n=0}^{\infty }{\frac {1}{(n+2)n!}}={\frac {1}{2}}+{\frac {1}{3}}+{\frac {1}{8}}+{\frac {1}{30}}+{\frac {1}{144}}+\cdots =1\,.}
La convergència d'aquesta sèrie a 1 es pot veure del fet que les seves sumes parcials són menors d'un per un factor invers. Per tant, els factors no formen una seqüència d'irracionalitat.

## Ampliació de factorial a valors d'argument no-enter

### La funció gamma i la funció Pi

La funció gamma interpola la funció factorial a valors no enters. La clau principal és la relació de recurrència generalitzada a un domini continu

A més d'enters no negatius, la funció factorial també es pot definir per a valors no enters, però això requereix eines més avançades per a l'anàlisi matemàtica. Una funció que «omple» els valors del factorial (però amb un desplaçament de 1 en l'argument) s'anomena funció gamma, denotada {\displaystyle \Gamma (z)}, definida per a tots els nombres complexos {\displaystyle z}, excepte els enters no positius, i donada quan la part real de {\displaystyle z} és positiva per
{\displaystyle \Gamma (z)=\int _{0}^{\infty }t^{z-1}e^{-t}\,\mathrm {d} t.}
La seva relació amb els factorials és que per a qualsevol nombre natural {\displaystyle n}
{\displaystyle n!=\Gamma (n+1).}
La fórmula original d'Euler per a la funció gamma era
{\displaystyle \Gamma (z)=\lim _{n\to \infty }{\frac {n^{z}n!}{\displaystyle \prod _{k=0}^{n}(z+k)}}.}
A vegades s'utilitza una notació alternativa, originalment introduïda per Gauss. La funció Pi, denotada {\displaystyle \Pi (z)} per als nombres reals {\displaystyle z} no inferior a 0, està definida per
{\displaystyle \Pi (z)=\int _{0}^{\infty }t^{z}e^{-t}\,\mathrm {d} t\,.}
En termes de la funció gamma és
{\displaystyle \Pi (z)=\Gamma (z+1)\,.}
- {\displaystyle (-0,5)!={\sqrt {\pi }}}
- {\displaystyle (0,5)!={\frac {\sqrt {\pi }}{2}}}

Realment el factorial s'estén en això
{\displaystyle \Pi (n)=n!{\text{ per a }}n\in \mathbf {N} \,.}

La funció factorial, generalitzada a tots els nombres reals, excepte els nombres enters negatius. Per exemple:
- '
- '
- '

A més d'això, la funció Pi satisfà la mateixa recurrència que fan els factors, però a cada valor complex {\displaystyle z} on es defineix
{\displaystyle \Pi (z)=z\Pi (z-1)\,.}
De fet, això ja no és una relació de recurrència, sinó una equació funcional.
Expressat en termes de la funció gamma, aquesta equació funcional pren la forma
{\displaystyle \Gamma (n+1)=n\Gamma (n)\,.}
Atès que el factorial s'amplia per la funció Pi, per a cada valor complex {\displaystyle z} on es defineix, podem escriure:
{\displaystyle z!=\Pi (z)}
Els valors d'aquestes funcions en valors de mig enters es determinen, doncs, per un d'ells; s'obté
{\displaystyle \Gamma \left({\frac {1}{2}}\right)=\left(-{\frac {1}{2}}\right)!=\Pi \left(-{\frac {1}{2}}\right)={\sqrt {\pi }},}
del qual segueix per {\displaystyle n} ∈ N,
{\displaystyle {\begin{aligned}&\Gamma \left({\frac {1}{2}}+n\right)=\left(-{\frac {1}{2}}+n\right)!=\Pi \left(-{\frac {1}{2}}+n\right)\\[5pt]={}&{\sqrt {\pi }}\prod _{k=1}^{n}{2k-1 \over 2}={(2n)! \over 4^{n}n!}{\sqrt {\pi }}={(2n-1)! \over 2^{2n-1}(n-1)!}{\sqrt {\pi }}.\end{aligned}}}
Per exemple,
{\displaystyle \Gamma (4,5)=3,5!=\Pi (3,5)={1 \over 2}\cdot {3 \over 2}\cdot {5 \over 2}\cdot {7 \over 2}{\sqrt {\pi }}={8! \over 4^{4}4!}{\sqrt {\pi }}={7! \over 2^{7}3!}{\sqrt {\pi }}={105 \over 16}{\sqrt {\pi }}\approx 11,63.}
També es desprèn que per a {\displaystyle n} ∈ N,
{\displaystyle \Gamma \left({\frac {1}{2}}-n\right)=\left(-{\frac {1}{2}}-n\right)!=\Pi \left(-{\frac {1}{2}}-n\right)={\sqrt {\pi }}\prod _{k=1}^{n}{2 \over 1-2k}={(-4)^{n}n! \over (2n)!}{\sqrt {\pi }}.}
Per exemple,
{\displaystyle \Gamma (-2,5)=(-3,5)!=\Pi (-3,5)={2 \over -1}\cdot {2 \over -3}\cdot {2 \over -5}{\sqrt {\pi }}={(-4)^{3}3! \over 6!}{\sqrt {\pi }}=-{8 \over 15}{\sqrt {\pi }}\approx -0,9453.}
La funció de Pi no és, sens dubte, l'única manera d'estendre factorials a una funció definida en gairebé tots els valors complexos, ni tan sols l'única que és analítica allà on es defineixi. No obstant això, se sol considerar com la forma més natural d'ampliar els valors dels factors a una funció complexa. Per exemple, el teorema de Bohr-Mollerup estableix que la funció gamma és l'única funció que pren el valor 1 a 1, satisfà l'equació funcional {\displaystyle \Gamma (n+1)=n\Gamma (n)}, és meromorfa en els nombres complexos i és logarítmica convexa en l'eix real positiu. També hi ha una afirmació similar per a la funció Pi, usant l'equació funcional {\displaystyle \Pi (n)=n\Pi (n-1)}.
No obstant això, existeixen funcions complexes que probablement són més simples en el sentit de la teoria analítica de funcions i que interpolen els valors factorials. Per exemple, la funció gamma de Hadamard (Hadamard 1894) que, a diferència de la funció Gamma, és una funció entera.
Euler també va desenvolupar una aproximació de producte convergent per als factorials no enters, que es pot considerar equivalent a la fórmula de la funció gamma anterior:
{\displaystyle {\begin{aligned}n!=\Pi (n)&=\prod _{k=1}^{\infty }\left({\frac {k+1}{k}}\right)^{n}\!\!{\frac {k}{n+k}}\\&=\left[\left({\frac {2}{1}}\right)^{n}{\frac {1}{n+1}}\right]\left[\left({\frac {3}{2}}\right)^{n}{\frac {2}{n+2}}\right]\left[\left({\frac {4}{3}}\right)^{n}{\frac {3}{n+3}}\right]\cdots .\end{aligned}}}
Tanmateix, aquesta fórmula no proporciona un mitjà pràctic de computar la funció Pi o gamma, ja que la seva taxa de convergència és lenta.

### El factorial al pla complex

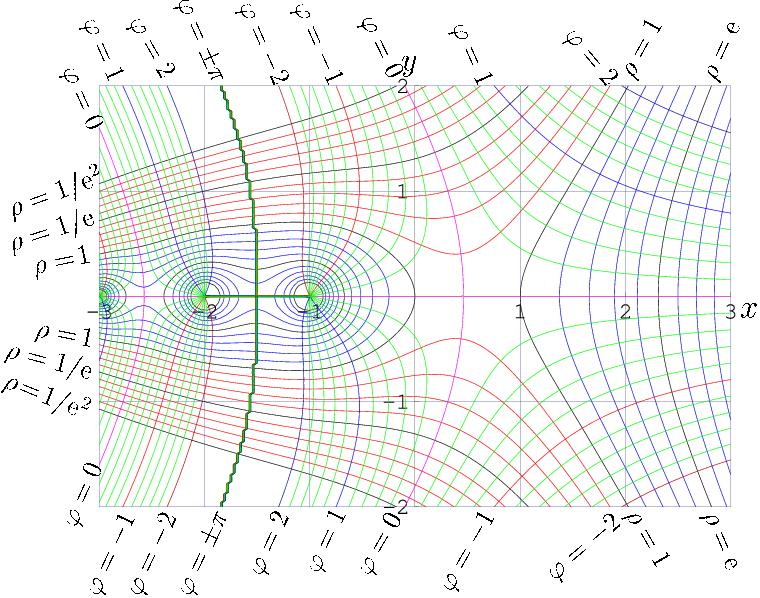
Amplitud i fase de factorial d'argument complex

La representació a través de la funció gamma permet avaluar el factor d'argument complex. En la imatge de la dreta es mostren les equilínies d'amplitud i fase de factorial. Fem {\displaystyle \ f=\rho \exp({\rm {i}}\varphi )=(x+{\rm {i}}y)!=\Gamma (x+{\rm {i}}y+1)}. Es mostren diversos nivells de mòdul constant (amplitud) {\displaystyle \rho ={\rm {const}}} i fase constant {\displaystyle \varphi ={\rm {const}}}. L'interval abasta el rang{\displaystyle ~-3\leq x\leq 3~},{\displaystyle ~-2\leq y\leq 2~} amb el pas de la unitat. La línia ratllada mostra el nivell {\displaystyle \varphi =\pm \pi }.
Les línies primes mostren nivells intermedis de mòdul constant i fase constant. En els pols{\displaystyle x+{\rm {i}}y\in {\rm {(enters~negatius)}}}, la fase i l'amplitud no estan definides. Les equilínies són denses a prop de les singularitats al llarg de valors enters negatius de l'argument.
Per a {\displaystyle |z|<1}, es poden utilitzar els desenvolupament de Taylor:
{\displaystyle z!=\sum _{n=0}^{\infty }g_{n}z^{n}.}
Els primers coeficients d'aquest desenvolupament són
| {\displaystyle n} | {\displaystyle g_{n}}                                                                          | aproximació                   |
| ----------------- | ---------------------------------------------------------------------------------------------- | ----------------------------- |
| 0                 | {\displaystyle 1}                                                                              | {\displaystyle 1}             |
| 1                 | {\displaystyle -\gamma }                                                                       | {\displaystyle -0,5772156649} |
| 2                 | {\displaystyle {\frac {\pi ^{2}}{12}}+{\frac {\gamma ^{2}}{2}}}                                | {\displaystyle 0,9890559955}  |
| 3                 | {\displaystyle -{\frac {\zeta (3)}{3}}-{\frac {\pi ^{2}\gamma }{12}}-{\frac {\gamma ^{3}}{6}}} | {\displaystyle -0,9074790760} |

on {\displaystyle \gamma } és la constant d'Euler-Mascheroni i {\displaystyle \zeta } és la funció zeta de Riemann. Els sistemes d'àlgebra computacional, com SageMath, poden generar molts termes d'aquest desenvolupament.

### Aproximacions de factorial
Per als grans valors de l'argument, es pot calcular aproximadament el valor del factorial a través de la integral de la funció digamma, utilitzant la representació de la fracció contínua. Aquest enfocament es deu a Thomas Joannes Stieltjes (1894). Escrivint {\displaystyle z!=\exp(P(z))}, llavors {\displaystyle P(z)} és
{\displaystyle P(z)=p(z)+\log(2\pi )/2-z+\left(z+{\frac {1}{2}}\right)\log(z),}
Stieltjes va donar una fracció contínua per a {\displaystyle p(z)}
{\displaystyle p(z)={\cfrac {a_{0}}{z+{\cfrac {a_{1}}{z+{\cfrac {a_{2}}{z+{\cfrac {a_{3}}{z+\ddots }}}}}}}}}
Els primers coeficients d' {\displaystyle a_{n}} són
| n | an                         |
| - | -------------------------- |
| 0 | 1 / 12                     |
| 1 | 1 / 30                     |
| 2 | 53 / 210                   |
| 3 | 195 / 371                  |
| 4 | 22999 / 22737              |
| 5 | 29944523 / 19733142        |
| 6 | 109535241009 / 48264275462 |

Hi ha una idea errònia que {\displaystyle \displaystyle \log(z!)=P(z)} o {\displaystyle \log(\Gamma (z\!+\!1))=P(z)} per a qualsevol complex {\displaystyle z\neq 0}. De fet, la relació a través del logaritme és vàlida només per a un rang de valors específic de {\displaystyle z} en la proximitat de l'eix real, mentre que {\displaystyle |\Im (\Gamma (z\!+\!1))|<\pi }. Com més gran sigui la part real de l'argument, més petit ha de ser la part imaginària. No obstant això, la relació inversa, {\displaystyle z!=\exp(P(z))}, és vàlida per a tot el pla complex a part de zero. La convergència és pobra a prop de la part negativa de l'eix real; és difícil tenir una bona convergència de qualsevol aproximació a prop de les singularitats. Mentre {\displaystyle |\Im (z)|>2} o {\displaystyle \Re (z)>2}, els 6 coeficients anteriors són suficients per a l'avaluació del factorial amb la complexa «doble» precisió. Per obtenir una major precisió, es poden calcular més coeficients per un esquema QD racional (algoritme QD de H. Rutishauser).

### La no-extensibilitat als nombres enters negatius
La relació {\displaystyle n!=n(n-1)!} permet computar el factorial d'un enter a partir del factorial d'un enter «més petit». La relació es pot invertir de manera que es pot calcular el factorial d'un enter donat el factorial d'un nombre enter «més gran»:
{\displaystyle (n-1)!={\frac {n!}{n}}.}
Tingueu en compte, però, que aquesta recursió no permet computar el factor d'un enter negatiu; ús de la fórmula per calcular {\displaystyle (-1)!} requeriria una divisió per zero i, per tant, ens impedeix computar un valor factorial per a cada enter negatiu; de la mateixa manera, la funció gamma no està definida per a nombres enters negatius, encara que es defineix per a tots els altres nombres complexos).

## Productes i funcions de tipus factorial
Hi ha diverses seqüències d'enters similars als factorials que s'utilitzen en matemàtiques:

### Doble factorial
El producte de tots els nombres sencers senars fins a un nombre senar {\displaystyle n} es diu el doble factorial de {\displaystyle n}, denotat per {\displaystyle n!!}. Això és,
{\displaystyle (2k-1)!!=\prod _{i=1}^{k}(2i-1)={\frac {(2k)!}{2^{k}k!}}={\frac {_{2k}P_{k}}{2^{k}}}={\frac {{(2k)}^{\underline {k}}}{2^{k}}}.}
Per exemple, {\displaystyle 9!!=1\times 3\times 5\times 7\times 9=945}.
La seqüència de factorials dobles per a {\displaystyle n=1,3,5,7...}, és {\displaystyle 1,3,15,105,945,10.395,135.135...} (successió A001147 a l'OEIS)
Es pot utilitzar la notació de doble factorial per simplificar l'expressió de determinades integrals trigonomètriques, per proporcionar una expressió dels valors de la funció gamma en arguments mig-enters i el volum d'hiperesferes, i per resoldre molts problemes de comptadors en combinatòria, incloent comptar arbres binaris amb fulles etiquetades i coincidències perfectes en grafs complets.

### Multifactorials
Una notació comuna relacionada és utilitzar múltiples punts d'exclamació per denotar un multifactorial, el producte dels enters en dos ({\displaystyle n!!}), tres ({\displaystyle n!!!}), o més passos. El doble factorial és la variant més utilitzada, però també es pot definir el triple factorial {\displaystyle n!!!} i així successivament.
Es pot definir el k-èsim factorial, denotat per {\displaystyle n!^{(k)}}, recursivament per enters positius com
{\displaystyle n!^{(k)}={\begin{cases}n&{\text{si }}0<n\leq k\\n((n-k)!^{(k)})&{\text{si }}n>k\end{cases}}}
encara que vegeu la definició alternativa a continuació. A més, de manera similar a {\displaystyle 0!=1!/1=1}, es pot definir:
{\displaystyle n!^{(k)}=1\ {\text{si }}-k<n\leq 0}
Per a {\displaystyle n\geq 1} prou gran, la funció factorial única ordinària s'amplia a través de funcions multifactorials de la següent manera:
{\displaystyle {\begin{aligned}n!&=n!!\cdot (n-1)!!,\ n\geq 1\\&=n!!!\cdot (n-1)!!!\cdot (n-2)!!!,\ n\geq 2\\&=\prod _{i=0}^{k-1}(n-i)!^{(k)},\ {\text{ per a }}k\in \mathbb {Z} ^{+},n\geq k-1.\end{aligned}}}
Alguns matemàtics han suggerit una notació alternativa de {\displaystyle n!_{2}} per al doble factorial i de manera similar {\displaystyle n!_{k}} per a altres multifactorials, però això no s'ha fet un ús general. Una altra notació comuna és col·locar el paràmetre {\displaystyle k} com a subíndex com {\displaystyle n!_{(k)}} per denotar els multifactorials definits anteriorment.
De la mateixa manera que {\displaystyle n!} no està definit per a nombres enters negatius, i {\displaystyle n!!} no està definit per a nombres parells enters negatius, {\displaystyle n!^{(k)}} no està definit per a enters negatius divisibles per {\displaystyle k}.

### Primorial
El primorial (successió A002110 a l'OEIS) és similar al factorial, però es realitza els productes només amb nombres primers.
Per al n-èsim nombre primer {\displaystyle p_{n}}, el primorial {\displaystyle p_{n}\#} es defineix com el producte dels primers {\displaystyle n} nombres primes:
{\displaystyle p_{n}\#\equiv \prod _{k=1}^{n}p_{k}},
on {\displaystyle p_{k}} és el k-èsim nombre primer. Per exemple, {\displaystyle p_{5}\#} significa el producte dels cinc primers nombres primers:
{\displaystyle p_{5}\#=2\times 3\times 5\times 7\times 11=2310.}

### Superfactorial
Neil Sloane i Simon Plouffe van definir un superfactorial en The Encyclopedia of Integer Sequences (Acadèmic Press, 1995) com el producte dels primers factorials de {\displaystyle n}. Així que el superfactorial de 4 és
{\displaystyle \operatorname {sf} (4)=1!\times 2!\times 3!\times 4!=288.}
En general
{\displaystyle \operatorname {sf} (n)=\prod _{k=1}^{n}k!=\prod _{k=1}^{n}k^{n-k+1}=1^{n}\cdot 2^{n-1}\cdot 3^{n-2}\cdots (n-1)^{2}\cdot n^{1}.}
De forma equivalent, un superfactorial es calcula amb la fórmula
{\displaystyle \operatorname {sf} (n)=\prod _{0\leq i<j\leq n}(j-i)}
que és el determinant d'una matriu Vandermonde.
La seqüència dels superfactorials (successió A000178 a l'OEIS) comença:
{\displaystyle \operatorname {sf} (0)=1}
{\displaystyle \operatorname {sf} (1)=1}
{\displaystyle \operatorname {sf} (2)=2}
{\displaystyle \operatorname {sf} (3)=12}
{\displaystyle \operatorname {sf} (4)=288}
{\displaystyle \operatorname {sf} (5)=34.560}
{\displaystyle \operatorname {sf} (6)=24.883.200}
{\displaystyle \operatorname {sf} (7)=125.411.328.000}

#### Definició alternativa
Clifford Pickover en el seu llibre de 1995 Keys to Infinity va utilitzar una nova notació, {\displaystyle n\$}, per definir el superfactorial
{\displaystyle n\$\equiv {\begin{matrix}\underbrace {n!^{{n!}^{{\cdot }^{{\cdot }^{{\cdot }^{n!}}}}}} \\n!\end{matrix}},}
o com,
{\displaystyle n\$=n![4]n!}
on la notació [4] denota l'hiperoperador 4, o usant la notació de Knuth,
{\displaystyle n\$=(n!)\uparrow \uparrow (n!).}
La seqüència d'aquests superfactorials comença
{\displaystyle 1\$=1}
{\displaystyle 2\$=2^{2}=4}
{\displaystyle 3\$=6[4]6={^{6}}6=6^{6^{6^{6^{6^{6}}}}}.}
Aquí, com és habitual per a l'exponenciació composta, l'agrupació s'entén que de dreta a esquerra:
{\displaystyle a^{b^{c}}=a^{(b^{c})}.}

### Hiperfactorial
En ocasions es considera l'hiperfactorial de {\displaystyle n}. S'escriu com {\displaystyle H(n)} i es defineix per
{\displaystyle H(n)=\prod _{k=1}^{n}k^{k}=1^{1}\cdot 2^{2}\cdot 3^{3}\cdots (n-1)^{n-1}\cdot n^{n}.}
Els primers valors de l'hiperfactorial (successió A002109 a l'OEIS) són 
{\displaystyle H(1)=1}
{\displaystyle H(2)=4}
{\displaystyle H(3)=108}
{\displaystyle H(4)=27.648}
L'índex de creixement asimptòtic és
{\displaystyle H(n)\sim An^{(6n^{2}+6n+1)/12}e^{-n^{2}/4}}
on {\displaystyle A=1,2824...} és la constant de Glaisher–Kinkelin. {\displaystyle H(14)=1,8474\times 10^{99}} és gairebé igual a un googol, i {\displaystyle H(15)=8,0896\times 10^{116}} és gairebé igual que el nombre de Shannon, el nombre teòric de possibles jocs d'escacs. En comparació amb la definició Pickover del superfactor, l'hiperfactorial creix relativament lentament.
La funció hiperfactorial es pot generalitzar a nombres complexos d'una manera similar a la funció factorial. La funció resultant es diu funció K.